# Machimus calvoides
Machimus calvoides är en tvåvingeart som beskrevs av Pavel Lehr 1981. Machimus calvoides ingår i släktet Machimus och familjen rovflugor. Inga underarter finns listade i Catalogue of Life.